# Dehri
Dehri è una suddivisione dell'India, classificata come municipality, di 119.007 abitanti, situata nel distretto di Rohtas, nello stato federato del Bihar. In base al numero di abitanti la città rientra nella classe I (da 100.000 persone in su).

## Geografia fisica
La città è situata a 24° 51' 24 N e 84° 06' 19 E.

## Società

### Evoluzione demografica
Al censimento del 2001 la popolazione di Dehri assommava a 119.007 persone, delle quali 63.552 maschi e 55.455 femmine. I bambini di età inferiore o uguale ai sei anni assommavano a 17.866, dei quali 9.262 maschi e 8.604 femmine. Infine, coloro che erano in grado di saper almeno leggere e scrivere erano 78.829, dei quali 47.106 maschi e 31.723 femmine.